# 尼韦勒河
尼韦勒河（法語：Nivelle，法語發音：[nivɛl] ⓘ）是西班牙与法国的一条沿海河流，于圣让德吕兹与锡布尔之间处注入比斯開灣，长45千米。